# Cenote Yalsihón Buena Fe
Cenote Yalsihón Buena Fe es una localidad del municipio de Panabá en el estado de Yucatán localizado en el sureste de México.

## Hechos históricos
- En 1990 cambia su nombre Yalsihom Buena Fe a Yalsihón Buena Fe.
- En 1995 cambia a Cenote Yalsihón Buena Fe.

## Demografía
Según el censo de 2005 realizado por el INEGI, la población de la localidad era de 523 habitantes, de los cuales 249 eran hombres y 274 eran mujeres.
| 146                         | 191 | 278 | 354 | 424 | 523 |
| (Fuente: INEGI [Consultar]) |     |     |     |     |     |